# Emocianina
L'emocianina è una proteina utilizzata da alcuni artropodi e molluschi come proteina respiratoria. Si tratta di una metalloproteina contenente due atomi di rame che sono in grado di legare reversibilmente una molecola di O2.
L'emocianina è seconda solo all'emoglobina, quanto ad importanza, come mezzo per il trasporto dell'ossigeno tra gli esseri viventi.
A causa delle differenze a livello strutturale delle forme di emocianina presenti nei due phyla esse vengono semplicemente distinte in "emocianine degli artropodi" ed "emocianine dei molluschi".
Tra gli artropodi si trovano nei crostacei decapodi come i granchi, gli astici ed i gamberi. Tra i molluschi sono presenti nei cefalopodi (polpi e calamari), nei gasteropodi (lumache) ed in molte specie di poliplacofori (chiton).
L'emocianina di Megathura crenulata (KLH, Keyhole Limpet Haemocyanin) trova largo impiego nelle biotecnologie.

## Modalità di azione
Nonostante le funzioni respiratorie dell'emocianina siano simili a quelle dell'emoglobina, ci sono alcune differenze nella sua struttura molecolare e nel meccanismo di funzionamento; mentre l'emoglobina trasporta i suoi atomi di ferro in anelli di porfirina (gruppi eme), gli atomi di rame nell'emocianina sono legati a gruppi prostetici coordinati da residui di istidina. L'ossigenazione dell'emocianina causa un cambiamento di colore tra la forma deossigenata Cu(I), non colorata, alla forma ossigenata Cu(II) colorata in blu.
Le specie che utilizzano l'emocianina per il trasporto dell'ossigeno sono molto spesso crostacei che vivono in ambienti particolarmente freddi e con una bassa pressione di ossigeno. In queste circostanze il trasporto dell'ossigeno tramite l'emoglobina sarebbe meno efficiente di quello tramite l'emocianina. L'emocianina, inoltre, a differenza dell'emoglobina, presenta una bassa affinità di legame col pericolosissimo monossido di carbonio (alla comune pressione atmosferica, il monossido di carbonio supera l'ossigeno di circa 200 volte in affinità per l'emoglobina).
Le molecole di emocianina hanno dimensioni notevoli e per questo sono normalmente utilizzate libere nel sangue a differenza dell'emoglobina che è normalmente contenuta in cellule apposite (eritrociti); questo perché la relativamente ridotta dimensione delle molecole di emoglobina provocherebbe l'occlusione degli organi filtranti, come il rene.
La possibilità di avere l'emocianina libera nel sangue, senza essere necessariamente contenuta in cellule apposite, permette al sangue di contenerne una maggior quantità, incrementando la capacità di trasporto di ossigeno; d'altro canto, in ogni caso, la maggior quantità di emocianina e la grandezza della molecola stessa incrementano sensibilmente il valore di viscosità del sangue e di conseguenza l'energia necessaria per pomparlo.